# Saint-Maurice-Étusson
Saint-Maurice-Étusson – gmina we Francji, w regionie Nowa Akwitania, w departamencie Deux-Sèvres. W 2013 roku liczba ludności wynosiła 888 mieszkańców. 
Gmina została utworzona 1 stycznia 2016 roku z połączenia dwóch ówczesnych gmin: Étusson oraz Saint-Maurice-la-Fougereuse. Siedzibą gminy została miejscowość Saint-Maurice-la-Fougereuse.